# Monopyle
Monopyle, biljni rod iz porodice gesnerijevki sa dvadesetak vrsta trajnica rasprostranjenih po tropskoji Americi od Gvatdemale i do perua.  Dio je podtribusa Gloxiniinae.

## Etimologija
Ime roda dolazi od grčkog μονος, monos = jedan, i πυλη, pylē = vrata, otvor. Ime aludira na čahurasti plod koji se otvara jednim (dorzalnim) prorezom.

## Opis roda
Kopnene, višegodišnje biljke, s ljuskastim rizomima. Stabljika je uspravna ili polegla, okrugla, vitka, obično razgranata. Listovi nasuprotni, anizofilni, ponekad se pojavljuju naizmjenično, spojeni preko stabljike u stipularnu liniju. Cvjetovi u završnom tirsu ili grozdu, izbijaju iz malih brakteja. Vjenčić ponešto zigomorfan; cijev otvorena zvonasta, baza zaobljena, sužena ili malo vrećasta. Prašnika 4; niti tanke, prema unutra savijene, prirasle uz bazu vjenčića; prašnici koherentni, teke divergentne, vezivo debelo. Nektarij jako smanjen ili ga nema. Ovarij donji, usko turbinat; stigma stomatomorfna. Plod je suha, linearno-duguljasta čahura, na vrhu je postojana čaška, otvara se dorzalnim prorezom. Broj kromosoma: 2n = 26. Rod je rasprostranjen od Gvatemale prema jugu do južnog Perua, a mnoge su vrste endemske za određena područja. Mogu se razlikovati po prisutnosti anizofilnih listova, zvonolikih cvjetova i uncinatnih (kukastih) trihoma.

## Vrste
1. Monopyle angustifolia Fritsch
2. Monopyle aurea Keene & J. L. Clark
3. Monopyle chocoensis Keene & J. L. Clark
4. Monopyle connata J. L. Clark & Keene
5. Monopyle ecuadorensis C. V. Morton
6. Monopyle flava L. E. Skog
7. Monopyle glutinosa J. L. Clark & Keene
8. Monopyle grandiflora Wiehler
9. Monopyle inaequalis C. V. Morton
10. Monopyle iserniana Cuatrec.
11. Monopyle lilacina (Lem.) L. E. Skog, Barrie & Boggan
12. Monopyle longicarpa J. L. Clark & Keene
13. Monopyle macrocarpa Benth.
14. Monopyle maxonii C. V. Morton
15. Monopyle mexiae C. V. Morton
16. Monopyle multiflora Keene & J. L. Clark
17. Monopyle panamensis C. V. Morton
18. Monopyle paniculata Benth.
19. Monopyle puberula C. V. Morton
20. Monopyle reflexa (Rusby) Roalson & Boggan
21. Monopyle sodiroana Fritsch
22. Monopyle stenoloba C. V. Morton
23. Monopyle subdimidiata (Klotzsch & Hanst.) Mansf.
24. Monopyle subsessilis Benth.
25. Monopyle uniflora J. L. Clark & Keene